# من أجل إليزه

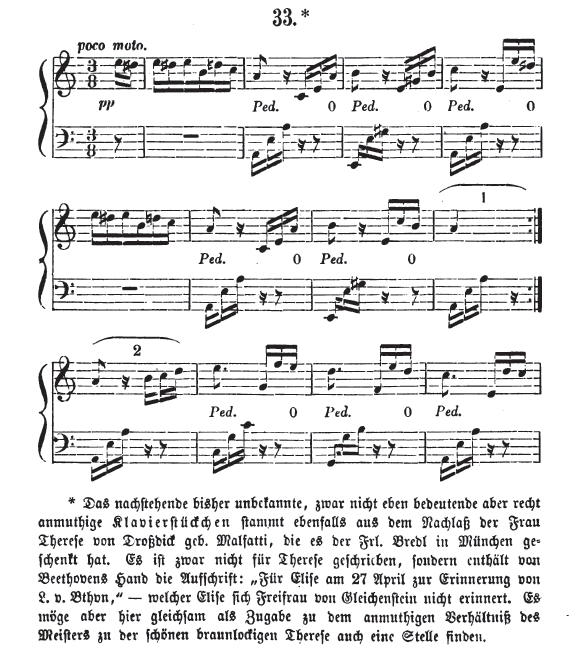
الإصدار الأول سنة 1867.

من أجل إليزه (بالألمانية: Für Elise) وتُعرف باسم قطعة البيانو من سلم لا الصغير - غير مصنف رقم 59. هي واحدة من المؤلفات الموسيقية للموسيقار لودفيج فان بيتهوفن والتي تعود إلى سنة 1810. وتعد من أشهر معزوفات بيتهوفن. وتُصنّف عادة على أنها باجاتيل، ويمكن أن توصف بأنها ورقة ألبوم منفردة.

## التاريخ
لم تنشر معزوفة من أجل إليزه في حياة بيتهوفن، ولكنها نشرت لأول مرة سنة 1867، وذلك بعد أربعين سنة من وفاته. كان طالبه لودفيج نول هو من اكتشف هذه القطعة، حيث أنه أقرّ أن التاريخ المسجل عليها كان 27 أبريل 1810.

### هويّة «إليزه»
ليس من المؤكد من هي إليزه الحقيقة. وقد اقترح المُؤرّخ الموسيقي ماكس أنجر أن لودفيج نول قد أخطأ في قراءة الاسم، وهي في الأساس باسم «من أجل تيريزا»، ويرجع ذلك بسبب خط بيتهوفن السيئ. وكانت هناك فتاة في حياة بيتهوفن تدعى تيريزا مالفاتي وقد كانت طالبة تدرس لديه وصديقة مقربة له.